# Brannens (Gironde)
Pour les articles homonymes, voir Brannens.
Brannens (Branens en gascon) est une commune du Sud-Ouest de la France, située dans le département de la Gironde en région Nouvelle-Aquitaine.

## Géographie

### Localisation
La commune de Brannens, arrosée par le Beuve, se situe dans l'est du département, au sud (rive gauche) de la Garonne, à 55 km au sud-est de Bordeaux, chef-lieu du département, à 9,5 km à l'est-sud-est de Langon, chef-lieu d'arrondissement, et à 3 km au nord d'Auros, ancien chef-lieu de canton.

### Communes limitrophes
Les communes limitrophes sont Bieujac au nord, Savignac à l'est et Auros au sud et à l'ouest.
|       | Bieujac  |          |
|       | Brannens | Savignac |
| Auros |          |          |

### Climat
Pour des articles plus généraux, voir Climat de la Nouvelle-Aquitaine et Climat de la Gironde.
Historiquement, la commune est exposée à un climat océanique aquitain.  
En 2020, Météo-France publie une typologie des climats de la France métropolitaine dans laquelle la commune est exposée à un climat océanique et est dans la région climatique  Aquitaine, Gascogne, caractérisée par une pluviométrie abondante au printemps, modérée en automne, un faible ensoleillement au printemps, un été chaud (19,5 °C), des vents faibles, des brouillards fréquents en automne et en hiver et des orages fréquents en été (15 à 20 jours).
Pour la période 1971-2000, la température annuelle moyenne est de 12,7 °C, avec une amplitude thermique annuelle de 14,6 °C. Le cumul annuel moyen de précipitations est de 845 mm, avec 11,4 jours de précipitations en janvier et 6,7 jours en juillet. Pour la période 1991-2020, la température moyenne annuelle observée sur la station météorologique la plus proche, située sur la commune de Cazats à 7 km à vol d'oiseau, est de 13,7 °C et le cumul annuel moyen de précipitations est de 825,5 mm,. Pour l'avenir, les paramètres climatiques de la commune estimés pour 2050 selon différents scénarios d’émission de gaz à effet de serre sont consultables sur un site dédié publié par Météo-France en novembre 2022.

## Urbanisme

### Typologie
Au 1er janvier 2024, Brannens est catégorisée commune rurale à habitat très dispersé, selon la nouvelle grille communale de densité à sept niveaux définie par l'Insee en 2022.
Elle est située hors unité urbaine. Par ailleurs la commune fait partie de l'aire d'attraction de Bordeaux, dont elle est une commune de la couronne,. Cette aire, qui regroupe 275 communes, est catégorisée dans les aires de 700 000 habitants ou plus (hors Paris),.

### Occupation des sols

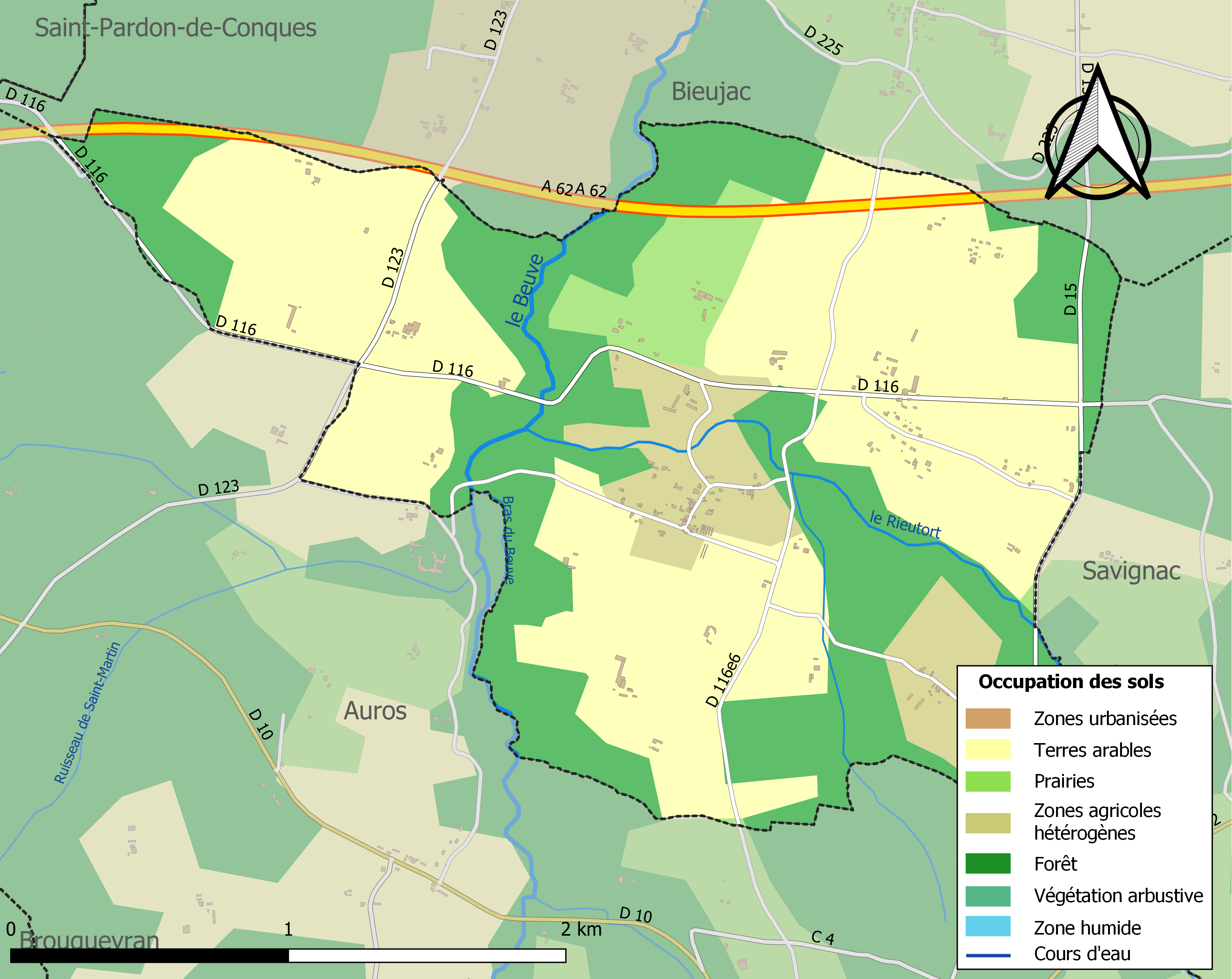
Carte des infrastructures et de l'occupation des sols de la commune en 2018 (CLC).

L'occupation des sols de la commune, telle qu'elle ressort de la base de données européenne d’occupation biophysique des sols Corine Land Cover (CLC), est marquée par l'importance des territoires agricoles (66 % en 2018), une proportion sensiblement équivalente à celle de 1990 (65,2 %). La répartition détaillée en 2018 est la suivante : 
terres arables (48,5 %), forêts (34 %), zones agricoles hétérogènes (12,9 %), prairies (4,5 %). L'évolution de l’occupation des sols de la commune et de ses infrastructures peut être observée sur les différentes représentations cartographiques du territoire : la carte de Cassini (XVIIIe siècle), la carte d'état-major (1820-1866) et les cartes ou photos aériennes de l'IGN pour la période actuelle (1950 à aujourd'hui).

### Voies de communication et transports
La commune est traversée, en dehors du bourg proprement dit, par la route départementale D116, qui relie Langon à l'ouest-nord-ouest à Savignac à l'est et permet de rejoindre la route départementale D12 (La Réole-Bazas via Auros). L'est du territoire communal est traversé par la route départementale D15 qui relie Castets et Castillon au nord à Auros au sud.

L'autoroute la plus proche est l'autoroute A62 (Bordeaux-Toulouse) dont les accès  3 Langon et  4 La Réole sont tous deux distants de 11 km par la route, le premier vers l'ouest, le second vers l'est. Cette autoroute traverse d'ailleurs le nord du territoire communal.

L'accès  Bazas à l'autoroute A65 (Langon-Pau) se situe à 14 km vers le sud-ouest.
La gare SNCF la plus proche est celle, distante de 8,5 km par la route vers le nord, de Caudrot sur la ligne Bordeaux-Sète du TER Nouvelle-Aquitaine. Cependant, la gare de Langon, distante de 10 km vers l'ouest-nord-ouest, présente plus d'opportunités de liaisons.

### Risques majeurs
Le territoire de la commune de Brannens est vulnérable à différents aléas naturels : météorologiques (tempête, orage, neige, grand froid, canicule ou sécheresse), inondations et séisme (sismicité très faible). Un site publié par le BRGM permet d'évaluer simplement et rapidement les risques d'un bien localisé soit par son adresse soit par le numéro de sa parcelle.
La commune a été reconnue en état de catastrophe naturelle au titre des dommages causés par les inondations et coulées de boue survenues en 1982, 1997, 1999, 2009 et 2018,.

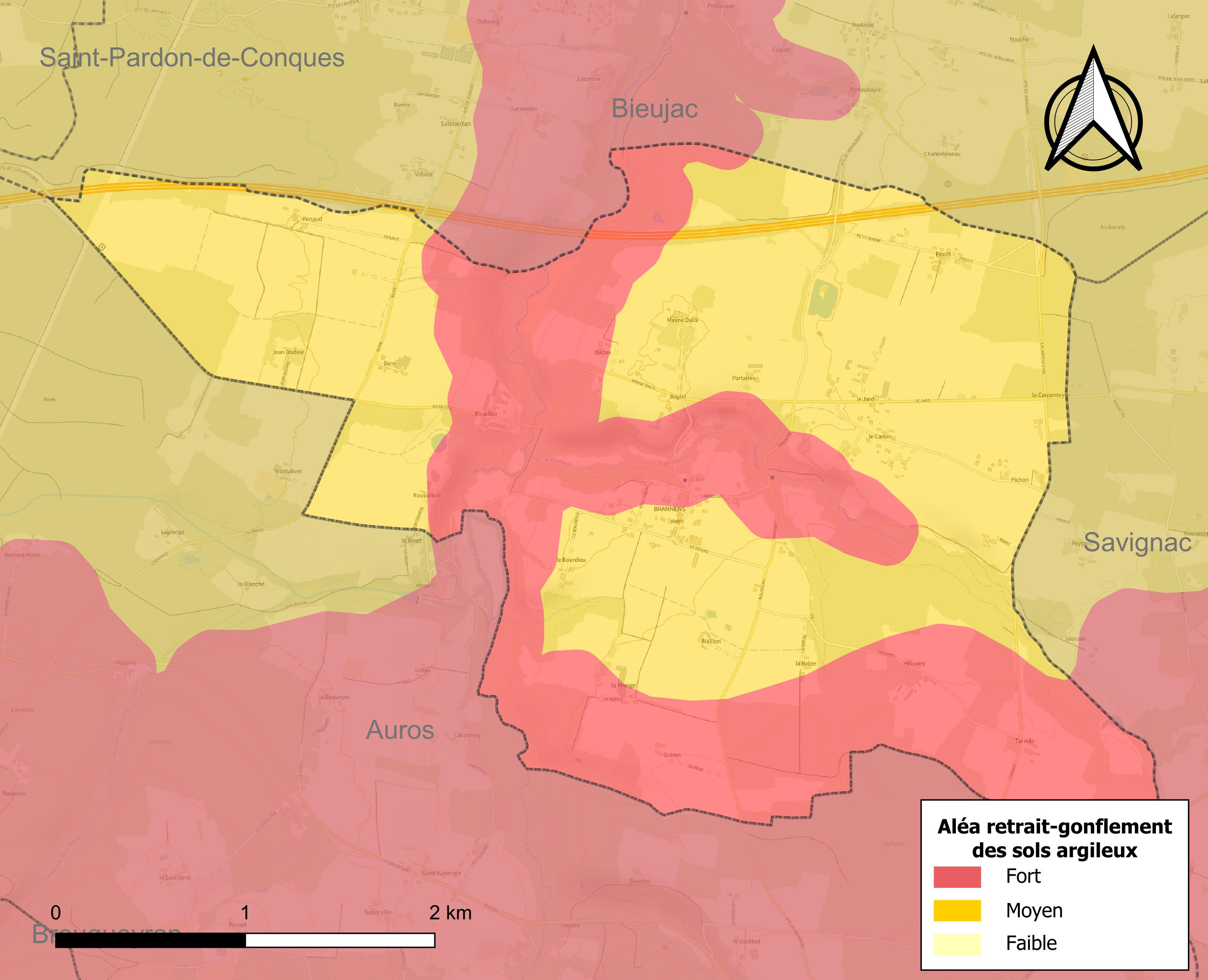
Carte des zones d'aléa retrait-gonflement des sols argileux de Brannens.

Le retrait-gonflement des sols argileux est susceptible d'engendrer des dommages importants aux bâtiments en cas d’alternance de périodes de sécheresse et de pluie. La totalité de la commune est en aléa moyen ou fort (67,4 % au niveau départemental et 48,5 % au niveau national). Sur les 101 bâtiments dénombrés sur la commune en 2019, 101 sont en aléa moyen ou fort, soit 100 %, à comparer aux 84 % au niveau départemental et 54 % au niveau national. Une cartographie de l'exposition du territoire national au retrait gonflement des sols argileux est disponible sur le site du BRGM,.
Par ailleurs, afin de mieux appréhender le risque d’affaissement de terrain, l'inventaire national des cavités souterraines permet de localiser celles situées sur la commune.
Concernant les mouvements de terrains, la commune a été reconnue en état de catastrophe naturelle au titre des dommages causés par des mouvements de terrain en 1999.

## Histoire
Cette très ancienne paroisse qui existait dès le XIe siècle est devenue une petite seigneurie détachée de la baronnie d'Auros au début du XVIe siècle. Après avoir appartenu à la famille d'Alis, elle a été achetée par les chartreux de Bordeaux.
À la Révolution, la paroisse Saint-Sulpice de Brannens forme la commune de Brannens.

## Politique et administration

### Liste des maires
| Période                                  | Période        | Identité           | Étiquette | Qualité              |
| ---------------------------------------- | -------------- | ------------------ | --------- | -------------------- |
| mars 2001                                | septembre 2011 | Jean-Michel Duffau |           |                      |
| octobre 2011                             | mars 2016      | Claude Courrèges   |           | Agriculteur retraité |
| avril 2016                               | En cours       | Yannick Duffau     | SE        |                      |
| Les données manquantes sont à compléter. |                |                    |           |                      |

### Communauté de communes
Le 1er janvier 2014, la Communauté de communes du Pays d'Auros ayant été supprimée, la commune de Brannens s'est retrouvée intégrée à la Communauté de communes du Réolais en Sud Gironde siégeant à La Réole.

## Démographie
| 1793 | 1800 | 1806 | 1821 | 1831 | 1836 | 1841 | 1846 | 1851 |
| ---- | ---- | ---- | ---- | ---- | ---- | ---- | ---- | ---- |
| 260  | 236  | 248  | 255  | 240  | 254  | 236  | 258  | 248  |

| 1856 | 1861 | 1866 | 1872 | 1876 | 1881 | 1886 | 1891 | 1896 |
| ---- | ---- | ---- | ---- | ---- | ---- | ---- | ---- | ---- |
| 241  | 245  | 266  | 247  | 274  | 274  | 252  | 273  | 279  |

| 1901 | 1906 | 1911 | 1921 | 1926 | 1931 | 1936 | 1946 | 1954 |
| ---- | ---- | ---- | ---- | ---- | ---- | ---- | ---- | ---- |
| 262  | 267  | 262  | 213  | 230  | 201  | 202  | 189  | 192  |

| 1962 | 1968 | 1975 | 1982 | 1990 | 1999 | 2006 | 2008 | 2013 |
| ---- | ---- | ---- | ---- | ---- | ---- | ---- | ---- | ---- |
| 205  | 178  | 162  | 176  | 193  | 173  | 212  | 219  | 221  |

| 2018 | 2022 | - | - | - | - | - | - | - |
| ---- | ---- | - | - | - | - | - | - | - |
| 242  | 259  | - | - | - | - | - | - | - |

## Lieux et monuments
L'église Saint-Sulpice est un édifice de style roman construit aux XIe et XIIe siècles avec sa nef prolongée d'un chœur plus étroit et terminée par une abside semi-circulaire. Un bas-côté a été ajouté au nord de la nef au XVIe siècle. Il y a eu deux campagnes de consolidation de l'église dans la période médiévale, comme témoigne le petit appareillage cubique du bas de la nef. Celui-ci remonte au XIe siècle, tandis que les autres éléments romans ont été élevés au cours du XIIe siècle.
| - L'église. - Le portail. |

| - La cloche. - Discours de Brutails. |

Dans la nef, des départs de colonnes montrent que l'on avait eu l'intention de la voûter en pierre ; on y renonça.
L'arc triomphal, en plein-cintre, retombe sur deux chapiteaux historiés : au nord, deux animaux bicorporés ; au sud, le Christ, assis dans une mandorle tenue par deux personnages nus, tient le Livre de la main gauche et bénit de la droite.
Le chœur, voûté en berceau-brisé n'a pas de fenêtre ; il y en a trois dans l'abside, voûtée en cul-de-four.
Au XVIe siècle, l'église a été agrandie avec l'ouverture d'un bas-côté nord et la création d'un long porche devant le portail sur la nef sud.
Le portail s'ouvre dans un avant-corps saillant, avec une voussure faite de trois rouleaux en plein-cintre ; le premier rouleau retombe sur des colonnes et des chapiteaux aux motifs végétaux, les deux autres retombent sur des pieds-droits.
L'entrée est surmontée d'un linteau monolithe sculpté, orné d'un motif appelé ondes ou flots, sous lequel court celui d'un cordon festonné.
Au-dessus, le tympan porte une plaque moderne où est gravé le mot PAX.
Un clocher-mur, percé de deux baies surmonte l'arc triomphal. Une petite tourelle permet d'accéder aux cloches.
La cloche est une des plus anciennes de la Gironde. Elle est en bronze, date de 1511, et est classée à l'inventaire des monuments historiques depuis 1903.
L'inscription sur la cloche, en lettres gothiques majuscules : « POUR SAINT SULPICE DE BRANNENS JESUS AN 1511 »
Lors de la célébration des 400 ans de la cloche en 1911, l'historien Jean-Auguste Brutails a fait publié son discours.
La commune de Brannens a fait restaurer l'église en 1988.

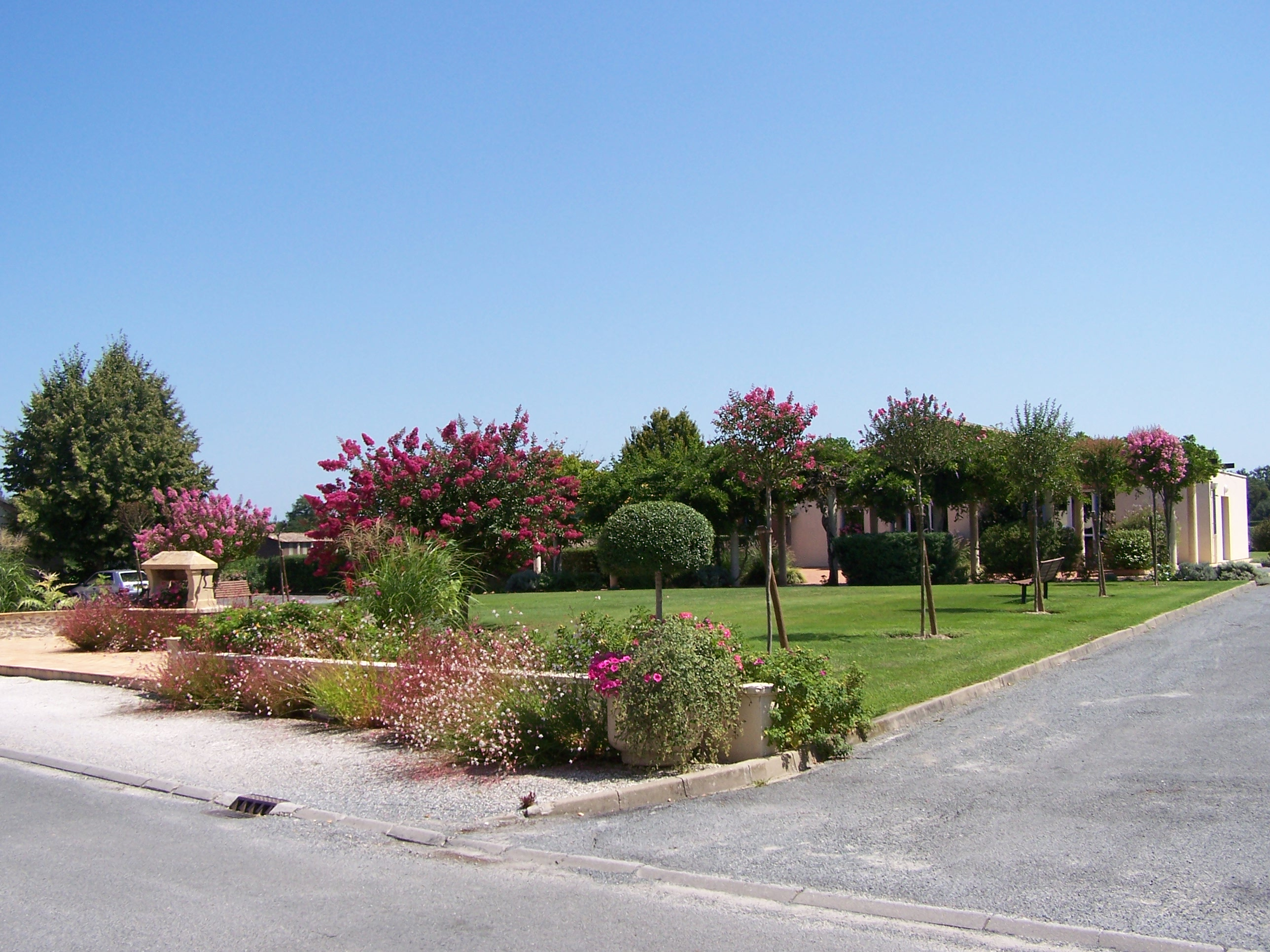
La place du village face à la mairie (sept. 2009).
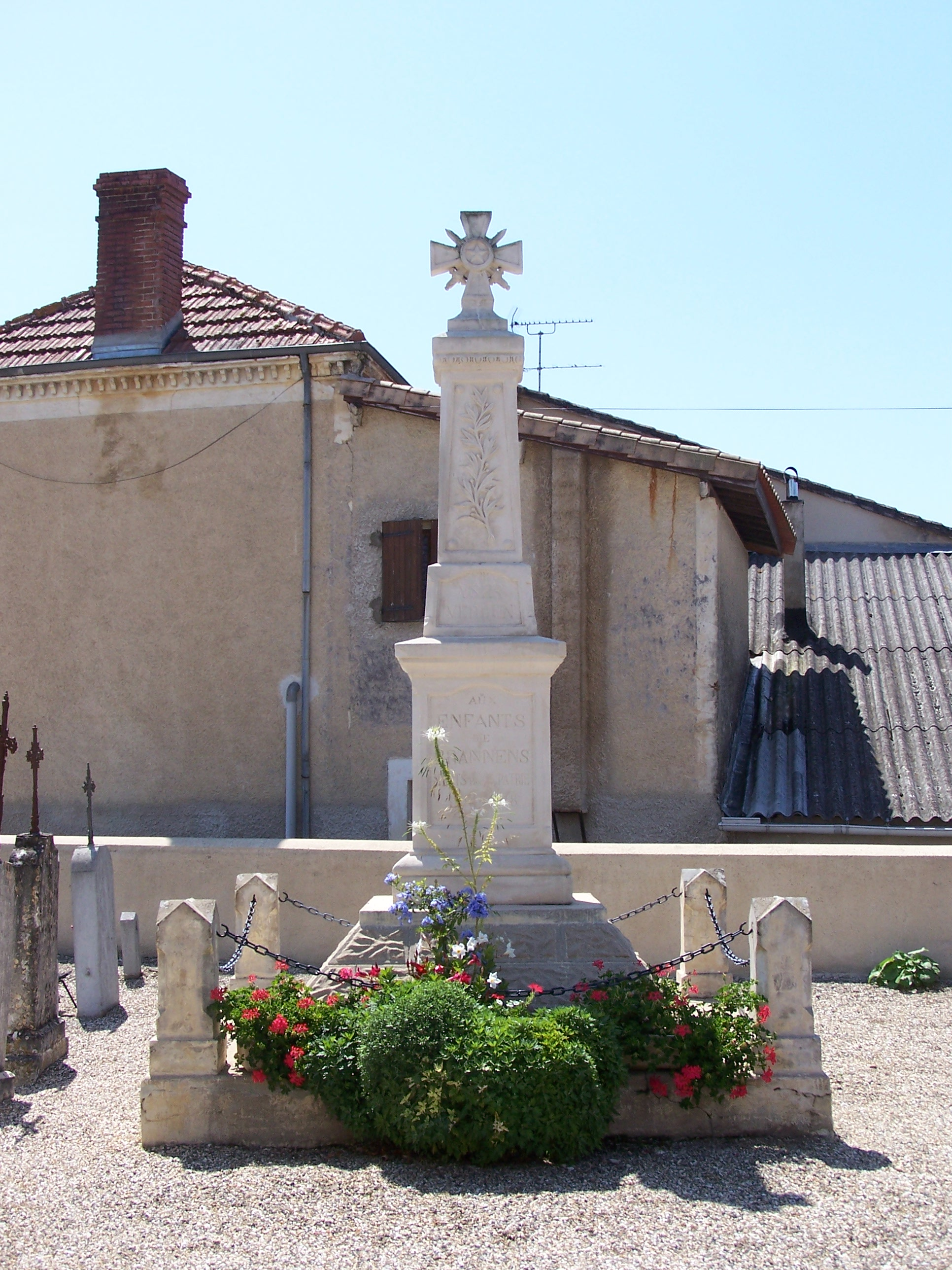
Le monument aux morts dans le cimetière près de l'église (sept. 2009).